# Trophée Robert-Lebel
Le trophée Robert-Lebel récompense chaque année, la franchise de hockey sur glace de la  Ligue de hockey junior Maritimes Québec (LHJMQ) qui a la plus basse moyenne de buts encaissés.
Le trophée porte le nom de l'ancien président de la Fédération internationale de hockey sur glace, Robert Lebel.
Ci-dessous sont listées les équipes ayant remporté le trophée.

## Équipes lauréates du trophée
- 1977-1978 : Draveurs de Trois-Rivières (3,5)
- 1978-1979 : Draveurs de Trois-Rivières (3,24)
- 1979-1980 : Castors de Sherbrooke (4,36)
- 1980-1981 : Éperviers de Sorel (4,14)
- 1981-1982 : Junior de Montréal (3,86)
- 1982-1983 : Cataractes de Shawinigan (3,34)
- 1983-1984 : Cataractes de Shawinigan (4,1)
- 1984-1985 : Cataractes de Shawinigan (3,75)
- 1985-1986 : Olympiques de Hull (3,64)
- 1986-1987 : Chevaliers de Longueuil (3,7)
- 1987-1988 : Castors de Saint-Jean (4,04)
- 1988-1989 : Olympiques de Hull (3,66)
- 1989-1990 : Tigres de Victoriaville (3,19)
- 1990-1991 : Saguenéens de Chicoutimi (3,19)
- 1991-1992 : Draveurs de Trois-Rivières (3,16)
- 1992-1993 : Faucons de Sherbrooke (3,44)
- 1993-1994 : Collège français de Verdun (3,36)
- 1994-1995 : Harfangs de Beauport (2,81)
- 1995-1996 : Prédateurs de Granby (2,73)
- 1996-1997 : Olympiques de Hull (2,86)
- 1997-1998 : Remparts de Québec (2,91)
- 1998-1999 : Mooseheads d'Halifax (2,89)
- 1999-2000 : Wildcats de Moncton (2,9)
- 2000-2001 : Cataractes de Shawinigan (2,64)
- 2001-2002 : Mooseheads d'Halifax (2,7)
- 2002-2003 : Titan d'Acadie-Bathurst (2,6)
- 2003-2004 : Screaming Eagles du Cap-Breton (2,33)
- 2004-2005 : Mooseheads d'Halifax (2,7)
- 2005-2006 : Wildcats de Moncton (2,61)
- 2006-2007 : Maineiacs de Lewiston (2,78)
- 2007-2008 : Saguenéens de Chicoutimi (2,87)
- 2008-2009 : Voltigeurs de Drummondville (2,16)
- 2009-2010 : Wildcats de Moncton (2,39)
- 2010-2011 : Sea Dogs de Saint-Jean (2,34)
- 2011-2012 : Cataractes de Shawinigan (2,55)
- 2012-2013 : Mooseheads d'Halifax (2,55)
- 2013-2014 : Drakkar de Baie-Comeau (2,50)
- 2014-2015 : Armada de Blainville-Boisbriand (2,72)
- 2015-2016 : Olympiques de Gatineau (2,54)
- 2016-2017 : Armada de Blainville-Boisbriand (2,51)
- 2017-2018 : Océanic de Rimouski (2,56)
- 2018-2019 : Huskies de Rouyn-Noranda (2,03)
- 2019-2020 : Wildcats de Moncton (2,3)
- 2020-2021 : Foreurs de Val-d'Or (2,12)
- 2021-2022 : Remparts de Québec (2,56)
- 2022-2023 : Remparts de Québec (2,35)
- 2023-2024 : Drakkar de Baie-Comeau (2,4)
- 2024-2025 : Wildcats de Moncton (2,25)